# Red Sparowes
Red Sparowes est un groupe de rock expérimental américain, originaire de Los Angeles en Californie. Formé en 2003, il est produit par le label Neurot Recordings. 

## Biographie
Red Sparowes est formé en 2003 comme projet parallèle. Ils signent chez Neurot Recordings, label de Neurosis. Ils enregistrent quelques démos pour leur premier album, puis tournent avec The Dillinger Escape Plan et Made Out of Babies en 2004. Leur premier album est enregistré en mai 2004 par Desmond Shea, dont le son s'oriente dans la veine d'Isis des guitaristes Bryant Clifford Meyer et Jeff Caxide, du groupe de post-rock/heavy metal Pelican, et de groupes aussi variés que Sonic Youth et The Cure. Jeff Caxide et Dana Berkowitz emménagent à la fin 2004, ce qui les force à quitter le groupe.
Le premier album studio des Red Sparowes, At the Soundless Dawn, est publié en février 2005. Peu après cette sortie sort un split 12" enregistré avec Gregor Samsa. Le face Red Sparowes comprend la deuxième chanson extraite de leur album At the Soundless Dawn, Buildings Began to Stretch Wide Across the Sky, And the Air Filled with a Reddish Glow, et une chanson enregistrée pendant une session de guitare avec Michael Gallagher d'Isis. Le groupe tourne en Europe et participate à une tournée américaine avec Pelican, Big Business, et Breather Resist. Après cette tournée, ils enregistrent et publie l'album Every Red Heart Shines Toward the Red Sun, en 2006. Cette sortie est suivie par une tournée européenne et nord-américaine avec Nick Cave and the Bad Seeds.
En 2008, Josh Graham quitte le groupe pour poursuivre son propre projet, A Storm of Light. En mai 2008, les Red Sparowes enregistrent avec l'ingénieur-son Toshi Kasai (Melvins, Big Business, Tool), et en août la même année, sortent l'EP Aphorisms. Red Sparowes enregistre ensuite un troisième album avec Kasai le 24 août 2009. Intitulé The Fear Is Excruciating, But Therein Lies the Answer, il est publié le 6 avril 2010.

## Membres

### Membres actuels
- Bryant Clifford Meyer - guitare (Isis)
- Andy Arahood - basse, guitare (Angel Hair)
- Greg Burns - basse, steel pedal (Halifax Pier)
- David Clifford - batterie (Pleasure Forever)[1]
- Emma Ruth Rundle - guitare (The Nocturnes)

### Anciens membres
- Jeff Caxide - basse, guitare (Isis)
- Dana Berkowitz - batterie
- Josh Graham - guitare, claviers (A Battle of Mice, A Storm of Light, Blood and Time)

## Discographie
- 2004 : Self-titled (démo)
- 2005 : At the Soundless Dawn
- 2005 : Split non titré avec Gregor Samsa
- 2006 : Triad (split avec Made Out of Babies et Battle of Mice)
- 2006 : Black Tar Prophecies Vol. I (split avec Grails)
- 2006 : Oh Lord, God of Vengeance, Show Yourself!
- 2006 : Every Red Heart Shines Toward the Red Sun
- 2008 : Aphorisms EP
- 2010 : The Fear is Excruciating, But Therein Lies the Answer